# Simens
Simens (S) – jednostka przewodności elektrycznej w układzie SI (jednostka pochodna układu SI), odwrotność oma. Nazwa jednostki pochodzi od nazwiska niemieckiego inżyniera Wernera Siemensa.

## Definicja
Dla obiektu przewodzącego lub półprzewodzącego z oporem elektrycznym R, przewodność G jest definiowana jako:
{\displaystyle G={\frac {1}{R}}={\frac {I}{U}},}
gdzie:
I – natężenie prądu elektrycznego przepływającego przez obiekt,
U – napięcie (różnica potencjałów elektrycznych) wzdłuż obiektu.
Poprzez inne jednostki simens może być wyrażony w następujący sposób:
{\displaystyle \mathrm {1\,S=1\,\Omega ^{-1}=1\,{\frac {A}{V}}} ,}
gdzie:
Ω – om,
A – amper,
V – wolt.
Dla elementu o przewodności jednego simensa prąd płynący przez element zwiększy się o jeden amper przy każdym zwiększeniu o jeden wolt różnicy potencjału prądu (napięcia) pomiędzy zaciskami elementu.
Przykład: Przewodność opornika o oporze 6 omów wynosi G = 1/(6 Ω) ≈ 0,167 S = 167 mS.

## Wymiar simensa
Simens wyraża się następująco przez jednostki podstawowe układu SI (amper, kilogram, metr i sekundę):
{\displaystyle \mathrm {1\,S={\frac {1}{\Omega }}=1\,{\frac {s^{3}\cdot A^{2}}{kg\cdot m^{2}}}} .}